# 무사 예블로예프
무사 길라니예비치 예블로예프(러시아어: Муса́ Гила́ниевич Евло́ев, 러시아어 발음: [mʊˈsa ɪ̯ɪˈvɫo(ɪ̯)ɪf], 1993년 3월 31일~)는 러시아의 레슬링 선수이다. 2020년 하계 올림픽에서 남자 그레코로만형 헤비급 금메달을 획득했으며 세계 선수권 대회에서 금메달 2개, 은메달 1개를 획득했다.